# Agrypon garciai
Agrypon garciai là một loài tò vò trong họ Ichneumonidae.